# Remy, Oise
Remy är en kommun i departementet Oise i regionen Hauts-de-France i norra Frankrike. Kommunen ligger i kantonen Estrées-Saint-Denis som tillhör arrondissementet Compiègne. År 2022 hade Remy 1 957 invånare.

## Befolkningsutveckling
Antalet invånare i kommunen Remy
| Referens: INSEE |